# Cacostegania australis
Cacostegania australis là một loài bướm đêm trong họ Geometridae.